# NGC 116
NGC 116 là một vật thể có thể bị mất hoặc "không tồn tại" trong chòm sao Kình Ngư. Đối tượng này được đưa ra để tranh luận và đã được coi là có thể là PGC 1671.